# Yusuf Çoban
Yusuf Serdar Çoban (sinh 14 tháng 10 năm 1996) là một cầu thủ bóng đá Đức thi đấu ở vị trí tiền đạo cho câu lạc bộ Thổ Nhĩ Kỳ İstanbulspor mượn từ Sivasspor ở Süper Lig.

## Sự nghiệp chuyên nghiệp
Çoban gia nhập học viện trẻ Stoke City lúc 15 tuổi, và thi đấu ở đó một vài năm trước khi được cho mượn đến Stockport County. Çoban trải qua chấn thương nặng và chuyển từ học viện đến Hoffenheim II để được thi đấu nhiều hơn. Çoban chuyển đến Alanyaspor sau một mùa giải thành công ở Regionalliga cùng với Hoffenheim II. Çoban ra mắt chuyên nghiệp cho Alanyaspor trong trận thua 3-1 ở Süper Lig trước Kasımpaşa S.K. ngày 12 tháng 8 năm 2017.